# Carl Johan Lindeberg
Carl Johan Lindeberg (1815-1900) fue un botánico sueco.
Realizó abundantes expediciones por la gran región escandinava, logrando tanto nuevas clasificaciones e identificaciones como prolíficos herbarios.

## Algunas publicaciones
- 1878. Hieracia Scandinavica exsiccata. Fasc. [1.] Gothembourg, 1878
- 1861. Berättelse öfver förhandlingarne vid nionde Allmänna Svenska Landtbruksmötet i Göteborg år 1860
- 1848. Resp. Plantarum vascularium in regione Mæleri orientali-boreali sponte crescentium Synopsis. Præs. E. Fries. Resp. C. J. L. & M. V. Kalén

- La abreviatura «Lindeb.» se emplea para indicar a Carl Johan Lindeberg como autoridad en la descripción y clasificación científica de los vegetales.[1]